# 이이 킨니쿠
이이 킨니쿠(井伊 筋肉, ? ~ )는 일본의 성우로, 주로 성인 게임에 목소리를 내고 있다.